# New Hampton (Iowa)
New Hampton è una città degli Stati Uniti d'America, situata nello Stato dell'Iowa, nella Contea di Chickasaw, della quale è il capoluogo.